# Bembidion atrocaeruleum
Bembidion atrocaeruleum är en skalbaggsart som först beskrevs av Stephens 1828.  Bembidion atrocaeruleum ingår i släktet Bembidion, och familjen jordlöpare. Arten har ej påträffats i Sverige.